# رایمسباخ
رایمسباخ (به آلمانی: Reimsbach) یک منطقهٔ مسکونی در آلمان است که در بکینگن واقع شده‌است. رایمسباخ ۵٫۷۸ کیلومتر مربع مساحت و ۲٬۳۰۰ نفر جمعیت دارد.